# Xerofil

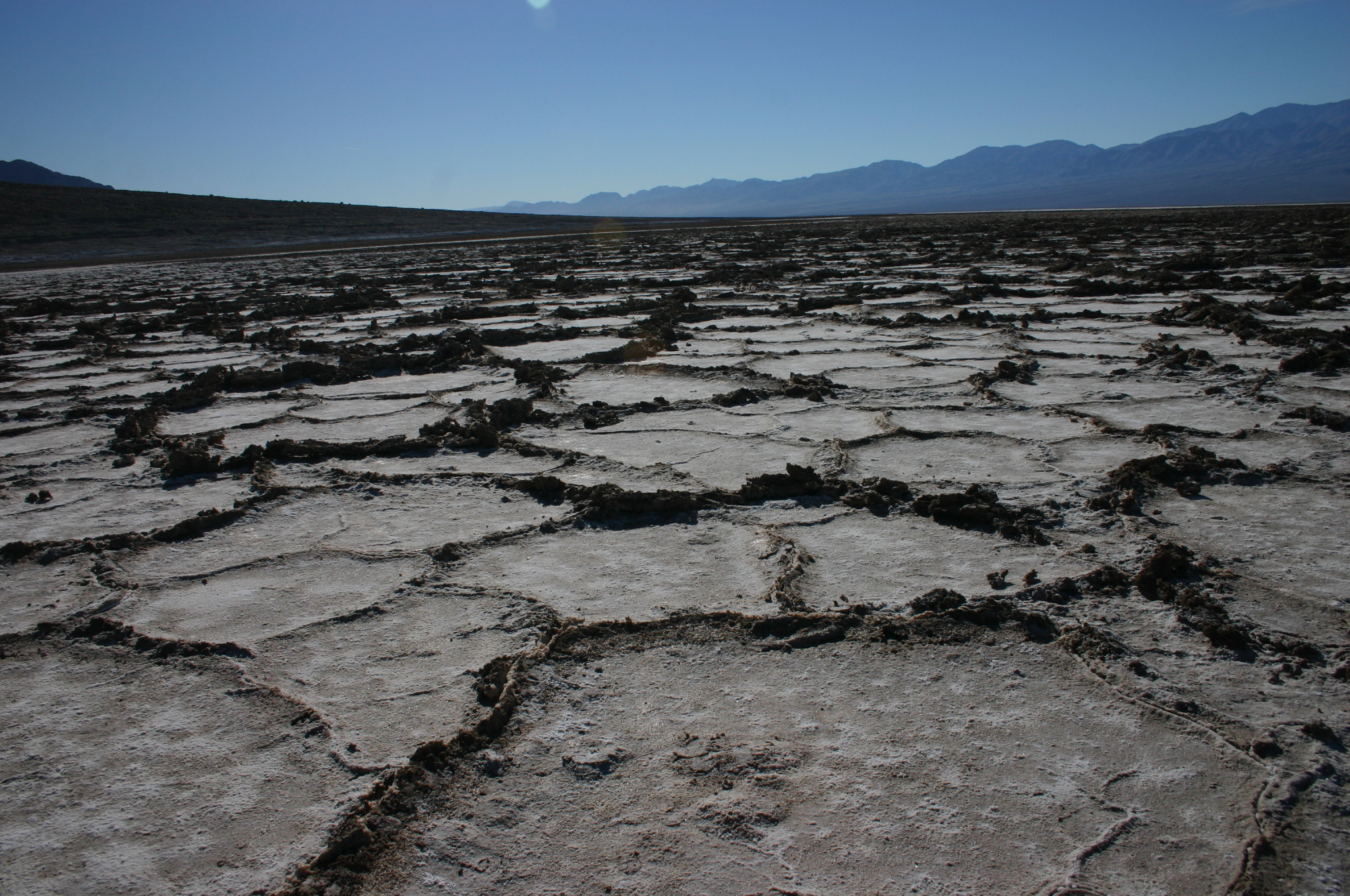
Údolí smrti představuje určitý typ xerofilního prostředí.

Xerofil (též suchomilný či xerofilní organismus) je druh, který žije v suchém prostředí (s nízkou hodnotovou tzv. vodní aktivity). Podobné podmínky vyhovují i dalších extrémofilním organismům, tzv. osmofilům.
Xerofilní společenstva lze najít ve dvou základních typech prostředí: v potravě, která obsahuje velmi málo vody (dehydrovaná či s velkým obsahem cukrů) nebo v místech, kde je vysoká koncentrace solí (zejména chloridu sodného). Obvykle jsou tato místa doménou mikroorganismů, zejména hub a kvasinek, případně prokaryot (např. skupina Haloarchaea). Známe však i mnohé suchomilné rostliny (xerofyty).
Rekordní xerofilové a osmofilové dokáží žít v nízkých hodnotách vodní aktivity. Mnohá eukaryota (zmíněné houby a kvasinky) mohou přežít i v hodnotách aw=0,61. Archea ze skupiny Haloarchaea drží rekord a žijí v hodnotách vodní aktivity aw=0,75.